# Сергеево (Крым)
Серге́ево (до 1948 года Чоку́л Тата́рский; укр. Сергієве, крымскотат. Tatar Çuqul, Татар Чукъул) — исчезнувшее село в Ленинском районе Республики Крым, располагавшееся в центре района и Керченского полуострова, примерно в 1,5 км на север от современного села Виноградное на реке Самарли. Сейчас на месте села находится Самарлинское водохранилище.

## История
Первое документальное упоминание села встречается в Камеральном Описании Крыма… 1784 года, судя по которому, в последний период Крымского ханства Чукыл входил в Арабатский кадылык Кефинского каймаканства. После присоединения Крыма к России (8) 19 апреля 1783 года, (8) 19 февраля 1784 года, именным указом Екатерины II сенату, на территории бывшего Крымского Ханства была образована Таврическая область и деревня была приписана к Левкопольскому, а после ликвидации в 1787 году Левкопольского — к Феодосийскому уезду Таврической области. После Павловских реформ, с 1796 по 1802 год, входила в Акмечетский уезд Новороссийской губернии. По новому административному делению, после создания 8 (20) октября 1802 года Таврической губернии, Чукул был включён в состав Кадыкелечинской волости Феодосийского уезда.
По Ведомости о числе селений, названиях оных, в них дворов… состоящих в Феодосийском уезде от 14 октября 1805 года , в деревне Чукул числилось 11 дворов и 50 жителей. На военно-топографической карте генерал-майора Мухина 1817 года деревня Чукул обозначена также с 11 дворами. После реформы волостного деления 1829 года Чокуль, согласно «Ведомости о казённых волостях Таврической губернии 1829 года», переподчинили из Кадыкойской волости в Агерманскую. На карте 1836 года в деревне 12 дворов. Видимо, вследствие эмиграции крымских татар в Турцию, деревня опустела, и на карте 1842 года Шокул обозначен условным знаком «малая деревня» (это означает, что в нём насчитывалось менее 5 дворов).
В 1860-х годах, после земской реформы Александра II, деревню включили в состав Арма-Элинской волости. Согласно «Списку населённых мест Таврической губернии по сведениям 1864 года», составленному по результатам VIII ревизии 1864 года, Чокул — владельческая татарская деревня с 7 дворами и 28 жителями при балке Сатерлы. По обследованиям профессора А. Н. Козловского начала 1860-х годов, в селении «все без исключения колодцы с весьма солёною водою, годною лишь для животных. Людьми же в пищу не употребляется». На трёхверстовой карте Шуберта 1865—1876 годов в деревне Шокул обозначено 4 двора.
По «Памятной книге Таврической губернии 1889 года», включившей результаты Х ревизии 1887 года, в деревнях Петровской волости Биюк-Коджалар, Кучук-Коджалар, Бабык и Чокул вместе числилось 85 дворов и 436 жителей. По «…Памятной книжке Таврической губернии на 1892 год» в безземельной деревне Чокул, не входившей ни в одно сельское общество, числился 161 житель, домохозяйств не имеющий. На верстовой карте Крыма 1896 года в селении обозначено 30 дворов с татарским населением и мечеть. По «…Памятной книжке Таврической губернии на 1902 год» в деревне Чокул татарский, входившей в Ташлыярское сельское общество, числилось 88 жителей в 22 домохозяйствах. По Статистическому справочнику Таврической губернии. Ч.II-я. Статистический очерк, выпуск пятый Феодосийский уезд, 1915 год, в деревне Чокул татарский Петровской волости Феодосийского уезда числилось 19 дворов (все дворы безземельные) с татарским населением в количестве 35 человек приписных жителей и 50 «посторонних», из которых 43 мужчины и 42 женщины. Жители землёй не владели, в хозяйствах имелось 50 лошадей и 18 коров.
После установления в Крыму Советской власти, по постановлению Крымревкома, 25 декабря 1920 года был образован Керченский (степной) уезд, а, постановлением ревкома № 206 «Об изменении административных границ» от 8 января 1921 года была упразднена волостная система и село вошло в состав Петровского района Керченского уезда, а в 1922 году уезды получили название округов. 11 октября 1923 года, согласно постановлению ВЦИК, в административное деление Крымской АССР были внесены изменения, в результате которых округа были отменены, Петровский район упразднили, влив в Керченский район. Согласно Списку населённых пунктов Крымской АССР по Всесоюзной переписи 17 декабря 1926 года, в селе Чокул (татарский), Ойсулского сельсовета Керченского района, числилось 25 дворов, все крестьянские, население составляло 83 человека, из них 79 татар, 4 записаны в графе «прочие». Постановлением ВЦИК «О реорганизации сети районов Крымской АССР» от 30 октября 1930 года (по другим сведениям 15 сентября 1931 года) Керченский район упразднили и село включили в состав Ленинского. По данным всесоюзной переписи населения 1939 года в селе проживало 184 человека. На подробной карте РККА Керченского полуострова 1941 года в селении отмечено 22 двора.
В 1944 году, после освобождения Крыма от фашистов, согласно Постановлению ГКО СССР № 5859 от 11 мая 1944 года, 18 мая крымские татары были депортированы в Среднюю Азию. С 25 июня 1946 года селение в составе Крымской области РСФСР. Указом Президиума Верховного Совета РСФСР от 18 мая 1948 года Чокул татарский переименовали в Сергеево. 26 апреля 1954 года Крымская область была передана из состава РСФСР в состав УССР. Исключено из учётных данных в 1957 году (согласно справочнику «Крымская область. Административно-территориальное деление на 1 января 1968 года» — в период с 1954 по 1968 год, как село Останинского сельсовета) — видимо, при сооружении Северо-Крымского канала и питаемого им Самарлинского водохранилища.

### Динамика численности населения
| - 1805 год — 50 чел. - 1864 год — 28 чел. - 1889 год — 436 чел. - 1892 год — 161 чел. | - 1902 год — 88 чел. - 1915 год — 35/50 чел. - 1926 год — 83 чел. - 1939 год — 184 чел. |